# Gallegostrongylus
Gallegostrongylus ist eine Gattung der Fadenwürmer, die in der Lunge bei Nagetieren parasitieren.

## Merkmale
Die Spicula der Männchen sind schlank und bogenförmig, das Gubernaculum schwach entwickelt. Die Dorsalrippen der Bursa copulatrix bleiben ungeteilt. Die medio- und posteriolateralen Rippen und die Ventralrippen entspringen jeweils aus einem gemeinsamen Stamm. Anus und Vulva liegen vor dem Hinterende, das Schwanzende ist stumpf. Die Weibchen sind ovipar.

## Systematik
Zur Gattung gehören derzeit vier Arten. Dies sind:
- Gallegostrongylus andersoni
- Gallegostrongylus australis
- Gallegostrongylus ibicensis